# Llaneros de Toa Baja
I Llaneros de Toa Baja sono una franchigia pallavolistica maschile portoricana con sede a Toa Baja e militante nella Liga de Voleibol Superior Masculino.

## Storia
I Llaneros de Toa Baja nascono nel 1992, esordendo in Liga de Voleibol Superior Masculino nello stesso anno, classificandosi al tredicesimo posto. Partecipano per sei annate al massimo torneo portoricano, centrando un solo accesso ai play-off scudetto nella LVSM 1997, venendo eliminati ai quarti di finale; al termine del torneo la franchigia cessa di esistere per oltre un ventennio, riprendendo le proprie attività, sfruttando una nuova espansione del torneo, nella LVSM 2018.

## Rosa 2018
| N° | Nome              | Ruolo | Data di nascita  | Nazionalità sportiva |
| -- | ----------------- | ----- | ---------------- | -------------------- |
| 1  | Fabián Rohena     | C     | 5 gennaio 1994   | Porto Rico           |
| 2  | David Menéndez    | C     | 22 febbraio 1988 | Porto Rico           |
| 3  | Pedro Nieves      | C     | 29 giugno 1993   | Porto Rico           |
| 4  | Dennis Del Valle  | L     | 27 gennaio 1989  | Porto Rico           |
| 5  | Alexander Robles  | S     | 22 ottobre 1989  | Porto Rico           |
| 6  | Josué Rivera      | S     | 14 aprile 1992   | Porto Rico           |
| 7  | Kevin López       | S     | 24 aprile 1995   | Porto Rico           |
| 8  | Jan Solivan       | C     | 25 febbraio 1998 | Porto Rico           |
| 9  | Emmanuel Arroyo   | P     | -                | Porto Rico           |
| 10 | Nesty Solivan     | S     | 11 dicembre 1996 | Porto Rico           |
| 11 | Juan Miguel Ruiz  | P     | 24 aprile 1981   | Porto Rico           |
| 12 | Pedro Pastrana    | O     | -                | Porto Rico           |
| 13 | Wilfredo Rivera   | L     | 5 febbraio 1998  | Porto Rico           |
| 14 | Jorge Mencía      | S/O   | 14 aprile 1990   | Porto Rico           |
| 17 | Jean Carlos Ortíz | O     | 23 febbraio 1988 | Porto Rico           |